# إدغار إس. هاريس جونيور
إدغار إس. هاريس جونيور (بالإنجليزية: Edgar S. Harris, Jr.)‏ هو ضابط أمريكي، ولد في 14 مايو 1925 في دانفيل في الولايات المتحدة، وتوفي في 13 أكتوبر 2018 في فورت وورث في الولايات المتحدة.